# Parohinka malayensis
Parohinka malayensis är en insektsart som beskrevs av Webb 1981. Parohinka malayensis ingår i släktet Parohinka och familjen dvärgstritar. Inga underarter finns listade i Catalogue of Life.